# Markečica
Markečica este o localitate din comuna Oplotnica, Slovenia, cu o populație de 118 locuitori.